# Secolo dell'umiliazione

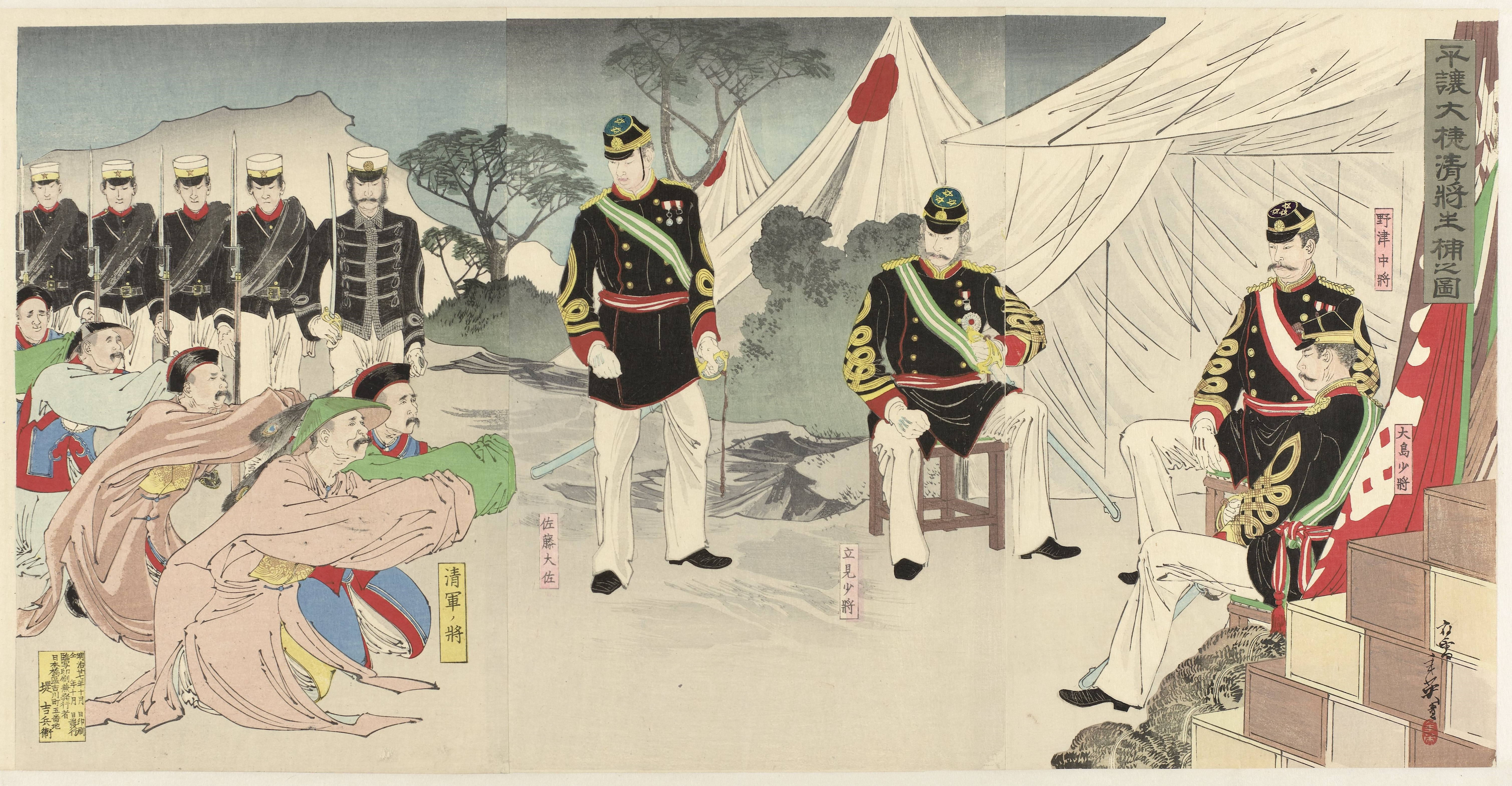
Resa del comando cinese in Giappone durante la prima guerra sino-giapponese nel 1894.

Secolo dell'umiliazione, chiamato anche Cent'anni di umiliazione nazionale (in mandarino 百年国耻 Bǎinián Guóchǐ), è il termine usato in Cina per riferirsi al periodo di intervento e sottomissione della dinastia Qing e della Repubblica di Cina da parte delle potenze occidentali e dal Giappone dal 1839 al 1949.
Il termine appare per la prima volta nel 1915, in un contesto storico caratterizzato dal crescente nazionalismo cinese che si opponeva alle ventuno richieste avanzate dal governo giapponese e alla loro accettazione da parte di Yuan Shikai, presidente della Cina. Successivamente, il Kuomintang (Partito Nazionalista Cinese) e il Partito Comunista Cinese resero popolare questa espressione.
La fine di questo periodo è generalmente attribuita all'istituzione della Repubblica popolare cinese nel 1949. Tuttavia, alcuni intellettuali e politici cinesi affermano che solamente la riconquista di Taiwan potrà porre definitivamente fine al Secolo dell'Umiliazione.

## Storia

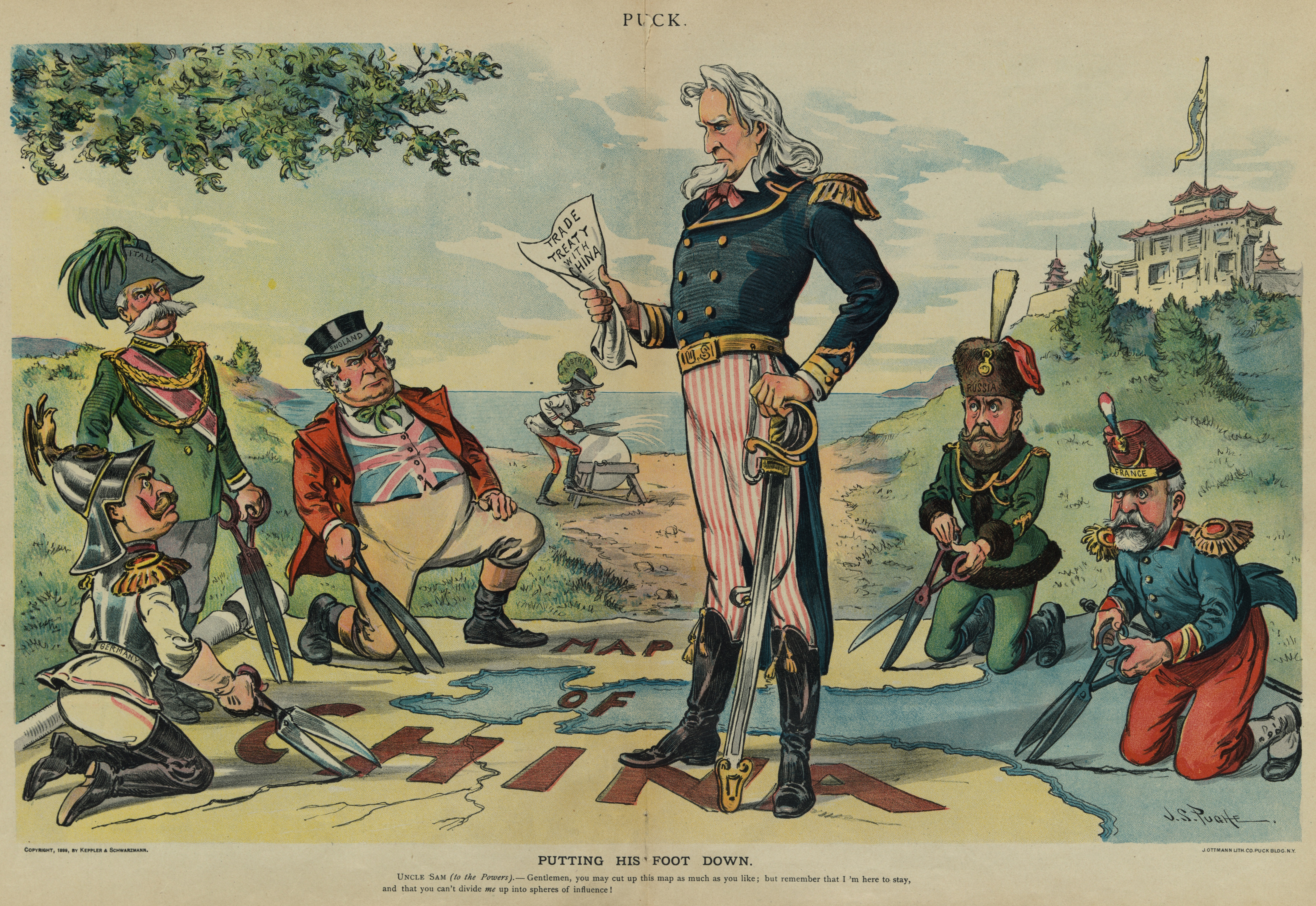
Le grandi potenze pianificano di spartirsi tra loro la Cina. Stati Uniti, Germania, Italia, Regno Unito, Francia, Russia e Austria sono rappresentati da Guglielmo II, Umberto I, John Bull, Francesco Giuseppe I (in sottofondo ascolta), Zio Sam, Nicolas II ed Émile Loubet. Puck del, di J. S. Pughe.

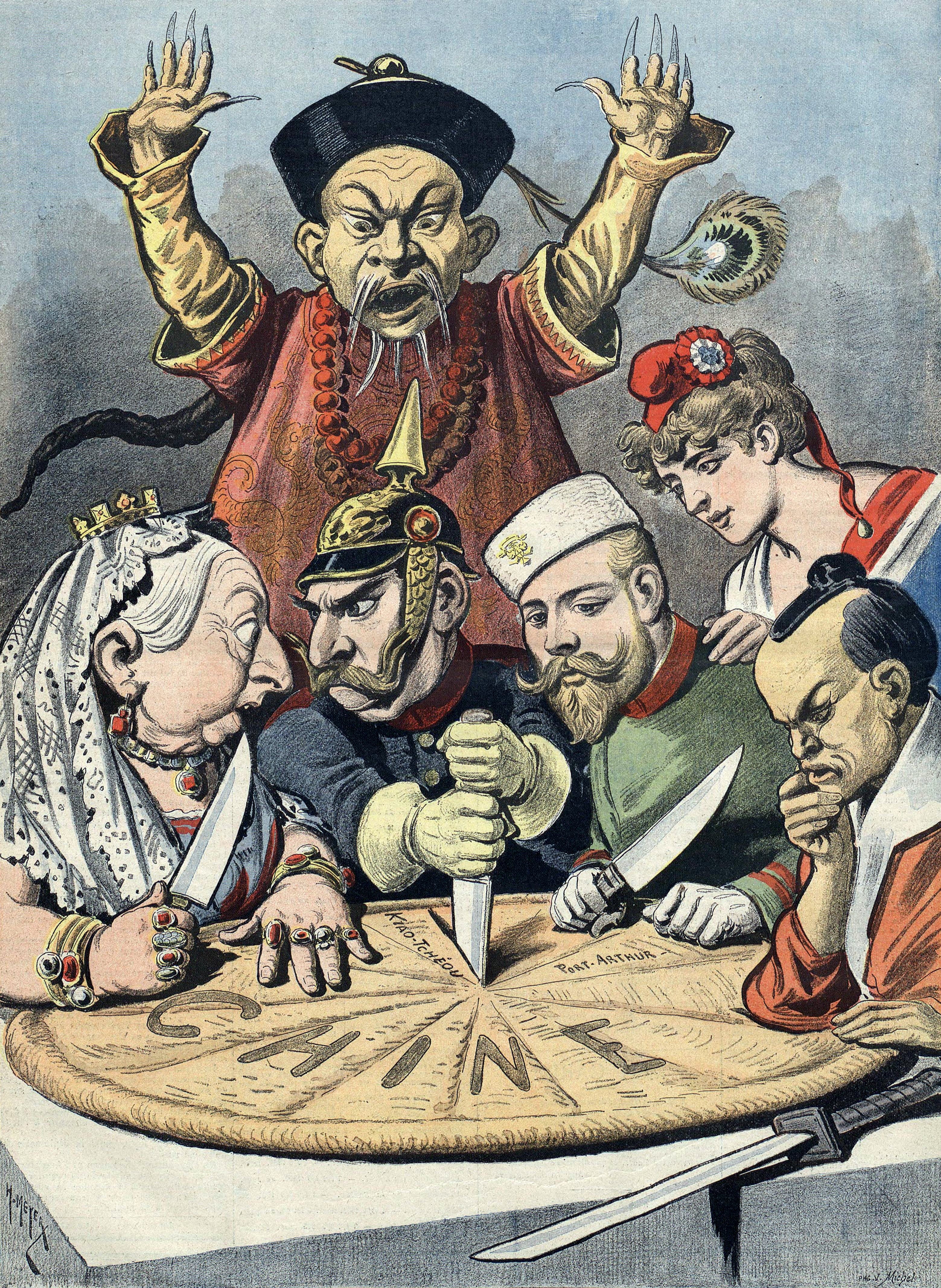
Vignetta politica raffigurante la regina Vittoria (Gran Bretagna), Guglielmo II (Germania), Nicola II (Russia), Marianna (Francia) e un samurai (Giappone) che dividono la Cina.

I nazionalisti cinesi degli anni 1920 e 1930 datarono l'inizio del secolo dell'umiliazione alla metà del XIX secolo, alla vigilia della prima guerra dell'oppio e del conseguente collasso politico della Cina dei Qing.
Le sconfitte inflitte dalle potenze straniere citate come parte del secolo dell'umiliazione sono le seguenti:
- Sconfitta nella prima guerra dell'oppio (1839-1842) da parte degli inglesi.
- I trattati ineguali (soprattutto quelli di Nanjing, Huangpu, Aigoun e Shimonoseki).
- La sconfitta nella seconda guerra dell'oppio (1856-1860) e il saccheggio dell'Antico Palazzo d'Estate da parte delle forze britanniche e francesi.
- La firma del Trattato di Aigoun (1858) e del Trattato di Pechino (1860) durante la seconda guerra dell'oppio, che cedette la Manciuria Esterna alla Russia.
- La parziale sconfitta durante la guerra franco-cinese (1884-1885), che fece perdere alla Cina la sua sovranità sul Vietnam e la sua influenza nella penisola indocinese.
- La sconfitta nella prima guerra sino-giapponese (1894-1895) da parte del Giappone.
- L'invasione dell'Alleanza delle Otto Nazioni per sopprimere la Ribellione dei Boxer (1899-1901) e il conseguente Protocollo di Pace dei Boxer che impose risarcimenti superiori alle entrate fiscali annuali del governo[4].
- L'invasione russa della Manciuria (1900)[5][6].
- La spedizione militare britannica in Tibet (1903-1904)[7].
- Le Ventuno richieste (1915) per un prestito vantaggioso e il controllo del governo locale da parte del Giappone.
- Il Trattato di Versailles (1919) con il quale il territorio tedesco in Cina fu ceduto al Giappone e che portò al movimento del 4 maggio.
- L'invasione giapponese della Manciuria (1931-1932).
- La seconda guerra sino-giapponese (1937-1945).

Durante questo periodo, la Cina subì una grande frammentazione interna. Le continue sconfitte e divisioni interne la costrinsero a fare importanti concessioni alle grandi potenze con trattati ineguali. In molti casi, la Cina fu costretta a pagare ingenti indennità, aprire porti al commercio, affittare o cedere territori (come la Manciuria Esterna, parti della Cina nordoccidentale e Sakhalin all'Impero russo, la baia di Jiaozhou alla Germania, Hong Kong alla Gran Bretagna, Zhanjiang alla Francia, Taiwan e Dalian al Giappone) e fornendo vere e proprie concessioni di sovranità, oltre a concedere sfere di influenza straniere sul proprio territorio. 

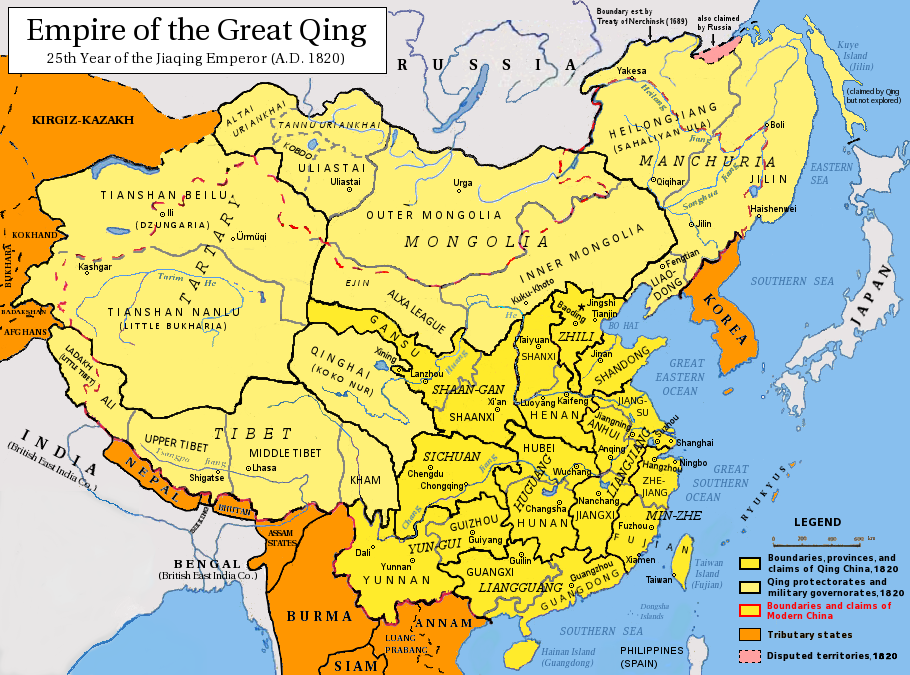
Cina dei Qing intorno al 1820, quando era considerata l'Impero Celeste e il centro del sistema tributario dell'Asia orientale.
Un piroscafo britannico che distrugge giunche da guerra cinesi nella Seconda battaglia di Chuanbi durante la prima guerra dell'oppio.
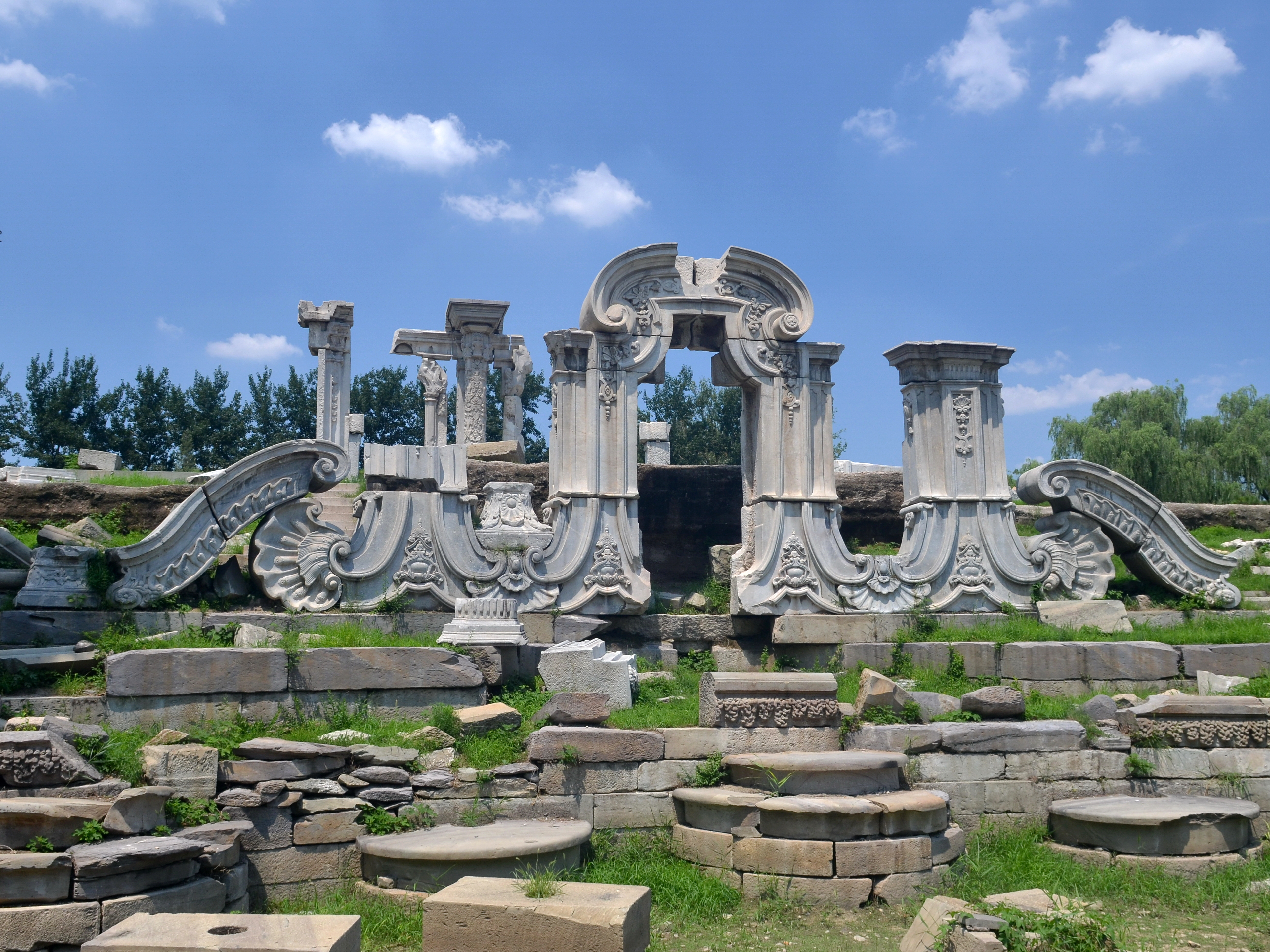
Rovine dell'Antico Palazzo d'Estate, saccheggiate e distrutte dalle truppe anglo-francesi durante la seconda guerra dell'oppio nel 1860.
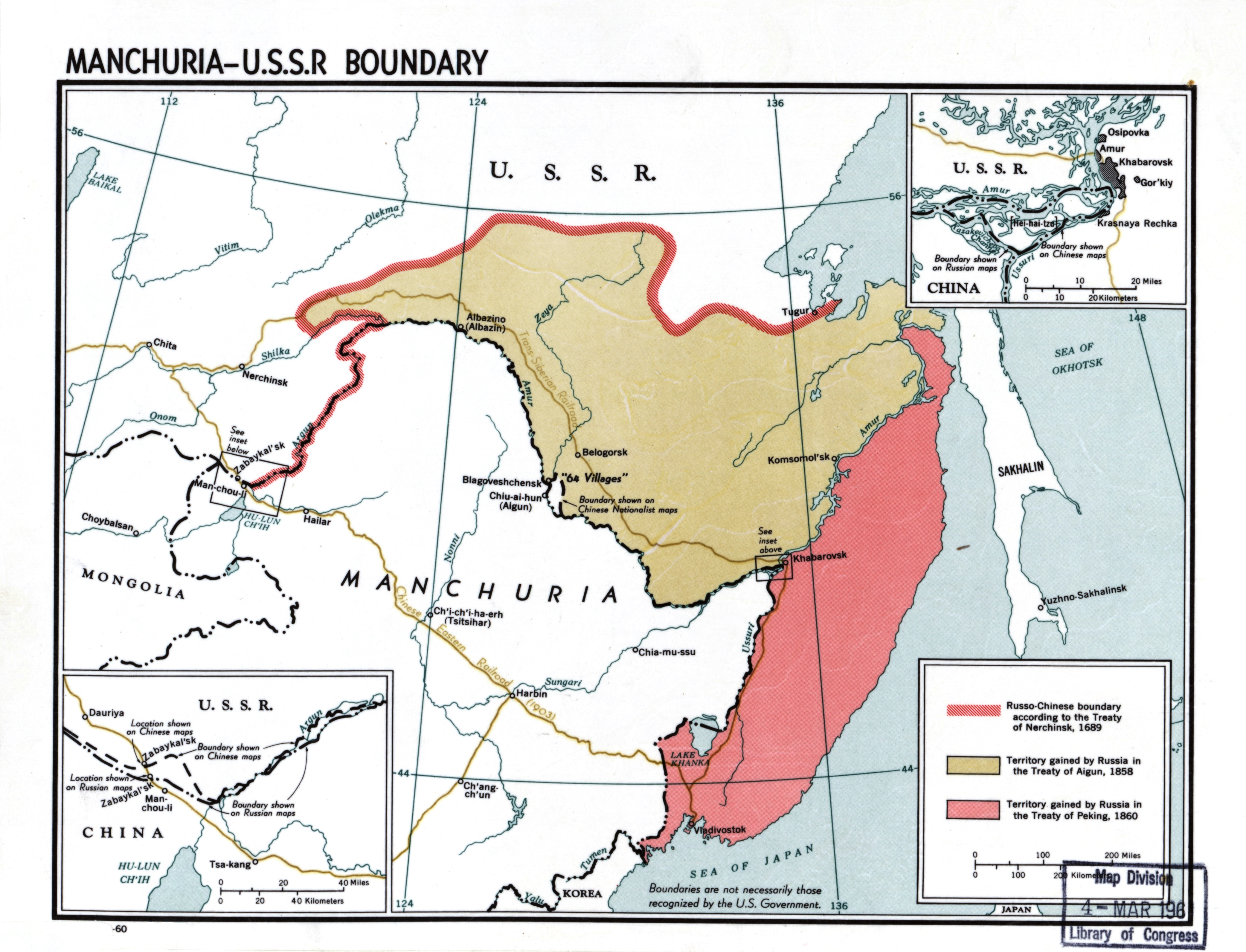
Mappa che mostra la perdita della Manciuria esterna da parte della Cina a beneficio della Russia nei trattati di Aigun del 1858 (beige) e di Pechino del 1860 (rosso).
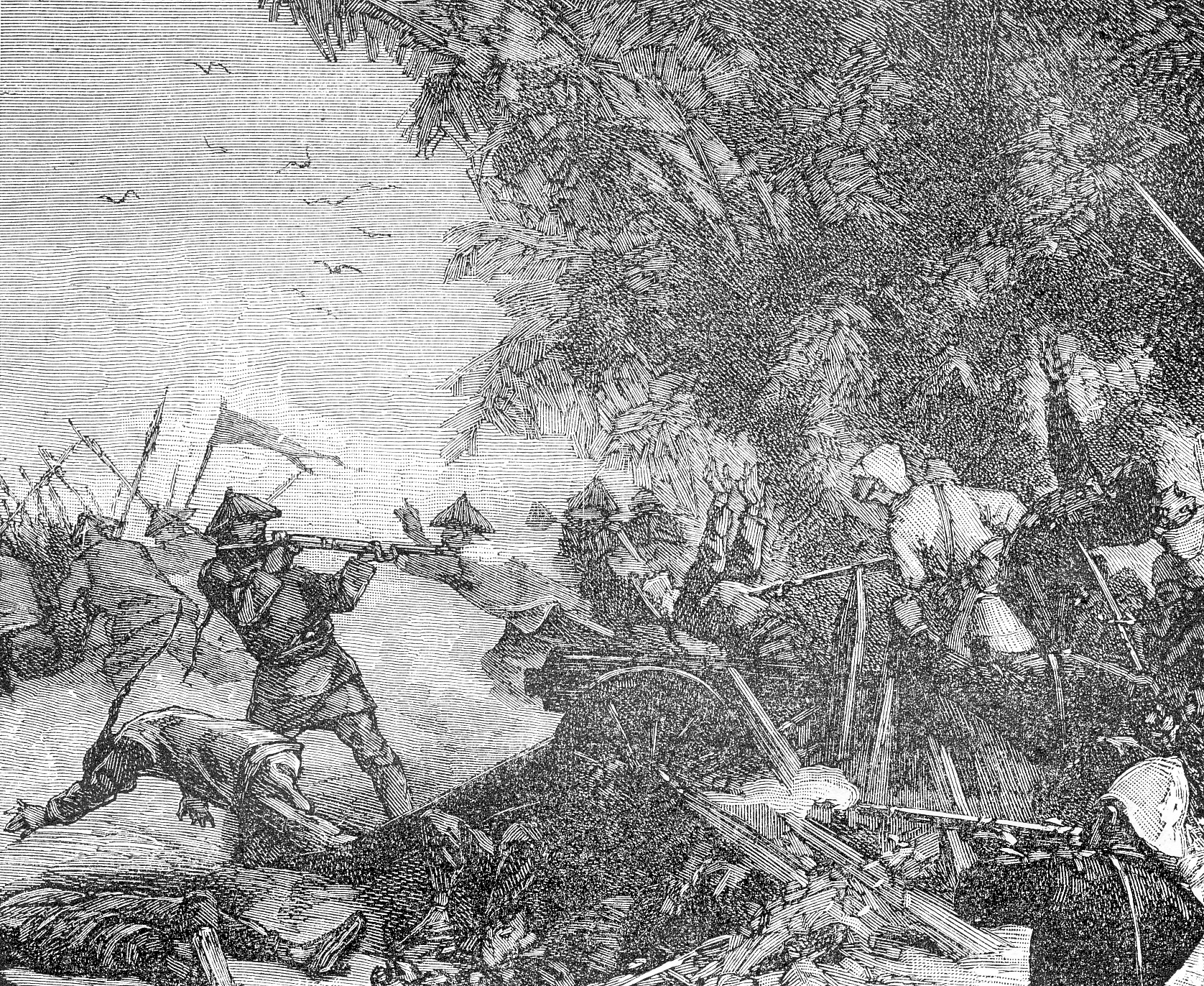
Le truppe francesi catturano un forte cinese nella battaglia di Nui Bop durante la guerra franco-cinese nel 1885.
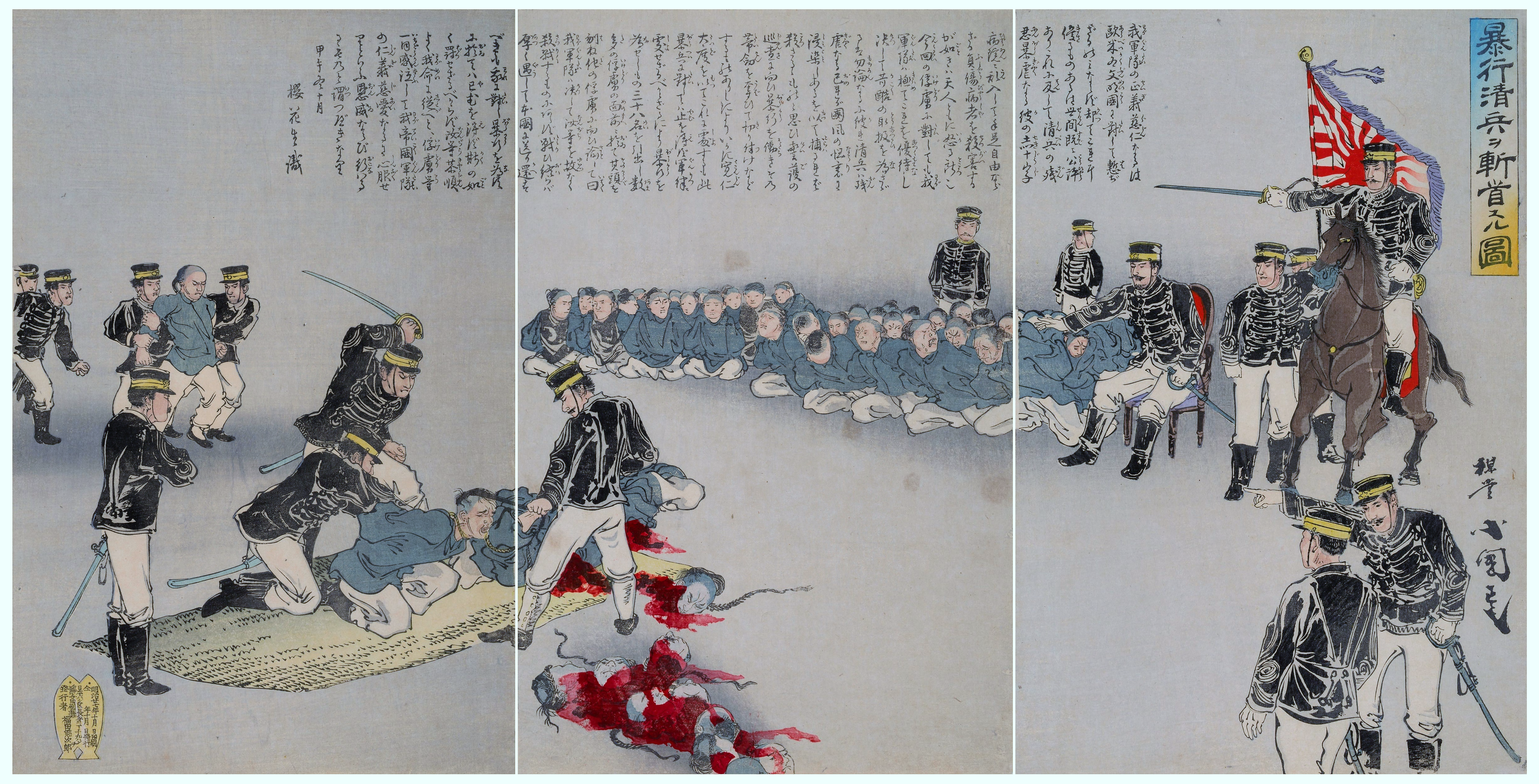
Soldati giapponesi che decapitano prigionieri cinesi durante la prima guerra sino-giapponese nel 1894.
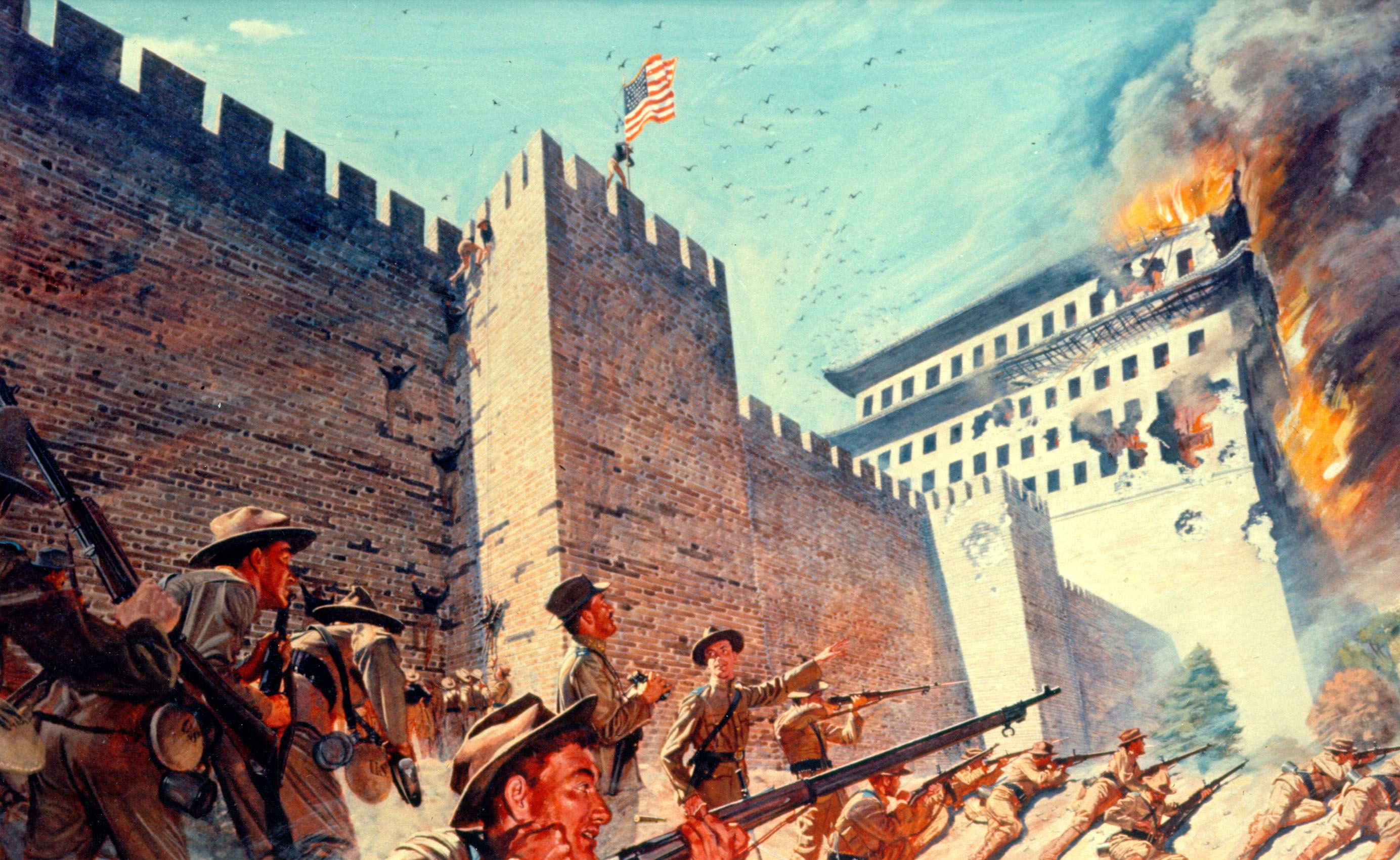
Le truppe americane scalano le mura della città in fiamme di Pechino durante la Ribellione dei Boxer nel 1900.
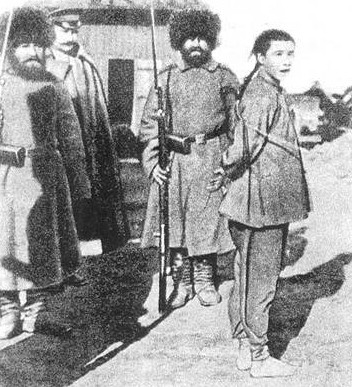
Nel 1900, migliaia di residenti cinesi dell'ex territorio cinese della Manciuria esterna furono massacrati dalle forze russe.
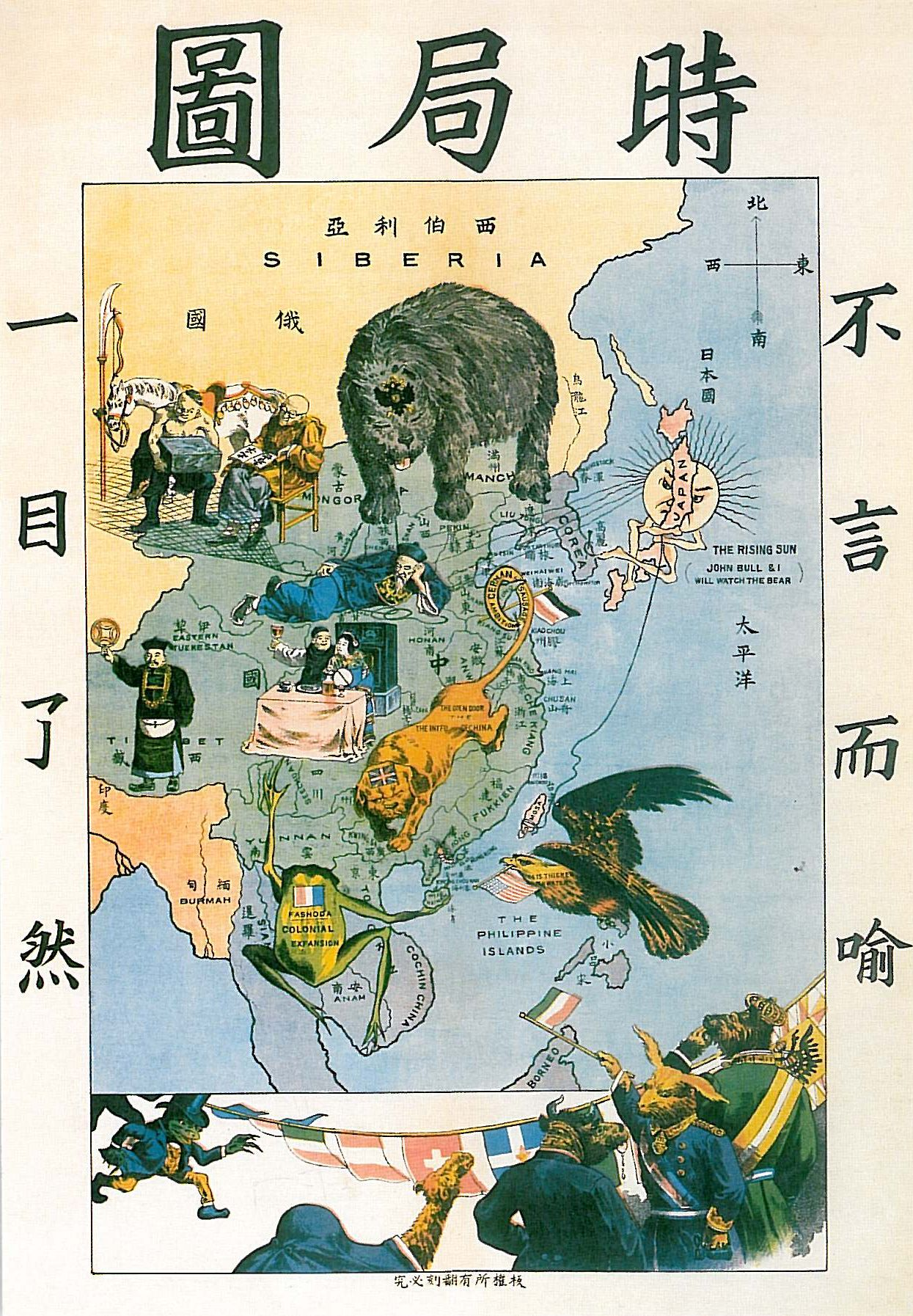
L'imperialismo nel 1900: L'orso rappresenta la Russia, il leone la Gran Bretagna, la rana la Francia, il sole il Giappone e l'aquila gli Stati Uniti.
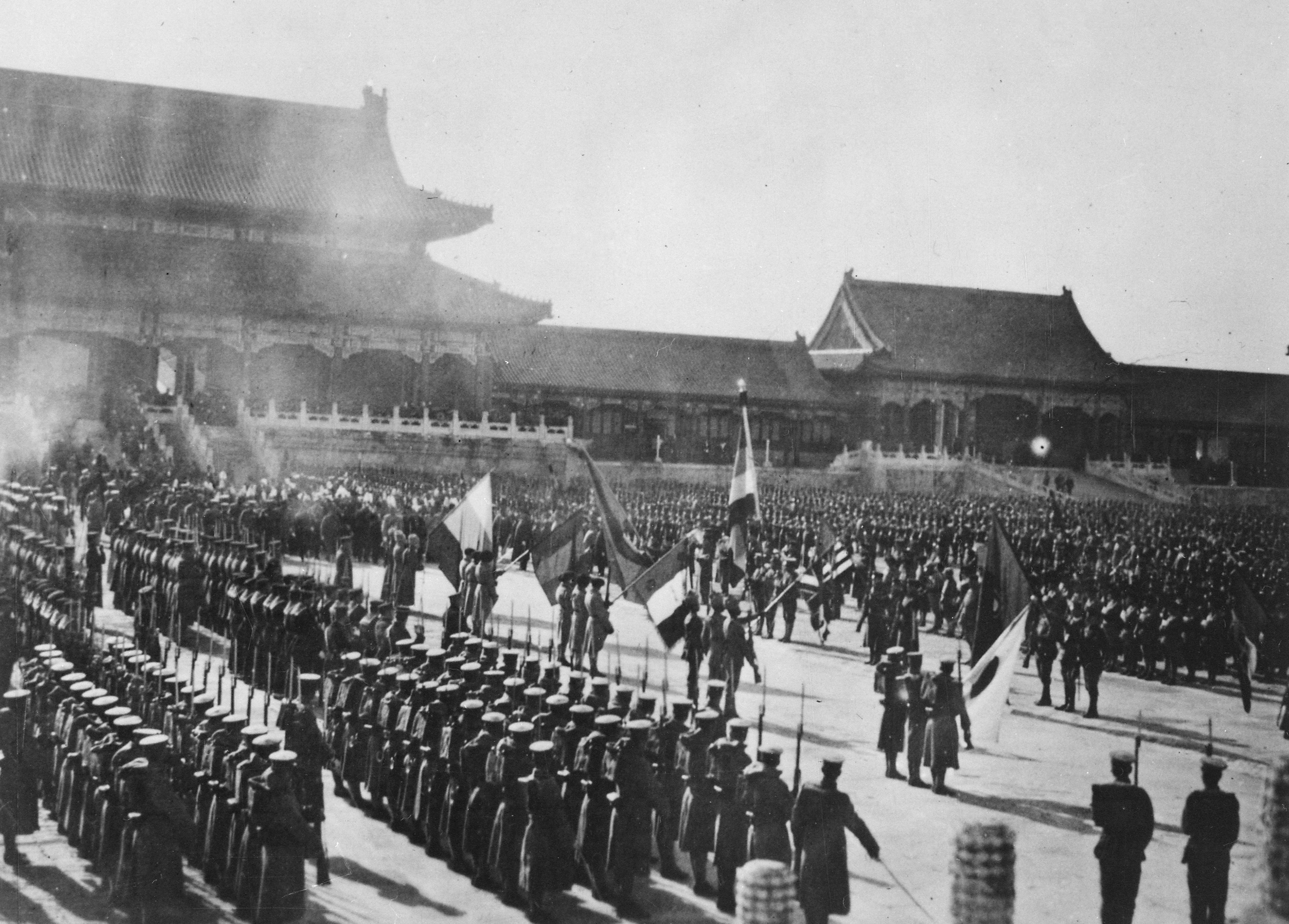
Soldati dell'Alleanza delle Otto Nazioni nella Città Proibita dopo la soppressione della Ribellione dei Boxer nel 1900.
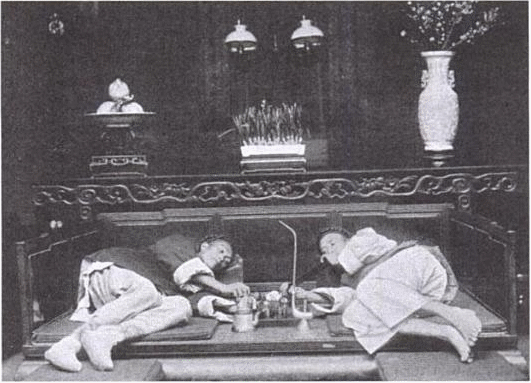
Fumatori cinesi di oppio nel 1902.
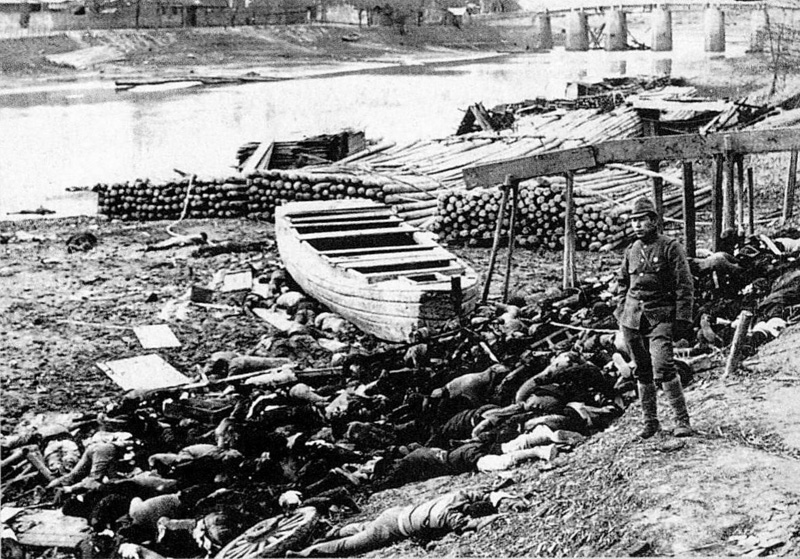
Cadaveri di civili cinesi uccisi dall'esercito imperiale giapponese nel massacro di Nanchino del 1937.

### Fine dell'umiliazione
Già nel 1901, alla firma del Protocollo di pace dei Boxer, alcune potenze occidentali ritennero di aver agito in modo eccessivo e che lo stesso accordo fosse troppo umiliante per la Cina. Di conseguenza, il Segretario di Stato americano John Hay formulò la Dottrina della porta aperta, la quale impedì alle potenze coloniali di dividere direttamente la Cina in colonie de jure e garantirsi l'accesso commerciale universale ai mercati cinesi. Destinata a indebolire la Germania, il Giappone e la Russia, la dottrina fu applicata raramente. Venne interrotta gradualmente dall'arrivo dell'era dei signori della guerra cinesi e degli interventi giapponesi. La natura semi-contraddittoria della Dottrina della Porta Aperta venne notata fin dall'inizio, poiché mentre preservava l'integrità territoriale della Cina dalle ingerenze delle potenze straniere, portava nel contempo anche allo sfruttamento commerciale da parte di quegli stessi paesi. Con l'Accordo Root-Takahira del 1908, Stati Uniti e Giappone confermarono la Dottrina della Porta Aperta, ma altri fattori (come le restrizioni all'immigrazione) portarono ad un'ulteriore umiliazione dal punto di vista cinese. La dottrina venne definitivamente sciolta durante la seconda guerra mondiale quando il Giappone invase la Cina.
Giurisdizione extraterritoriale e altri privilegi furono abbandonati dal Regno Unito e dagli Stati Uniti nel 1943. Durante la seconda guerra mondiale, la Francia di Vichy mantenne il controllo delle concessioni francesi in Cina, venendo però costretta a cederle al regime collaborazionista di Wang Jingwei. L'accordo franco-cinese del febbraio 1946 del dopoguerra affermò nuovamente la sovranità cinese sulle concessioni.
Sia Chiang Kai-shek che Mao Zedong dichiararono la fine del secolo di umiliazioni all'indomani della seconda guerra mondiale, con l'ulteriore aggiunta della promozione di Chiang della sua resistenza in tempo di guerra al dominio giapponese e del posto della Cina tra i quattro vittoriosi Grandi Alleati nel 1945, mentre Mao dichiarò la creazione della Repubblica popolare cinese nel 1949.
Vari politici e scrittori cinesi, tuttavia, continuano a dipingere gli eventi successivi come la vera fine dell'umiliazione: il contrasto alle forze delle Nazioni Unite nella Guerra di Corea, la consegna di Hong Kong alla Cina nel 1997, la riunificazione con Macao nel 1999, o anche l'organizzazione delle Olimpiadi estive del 2008 a Pechino. Altri affermano che l'umiliazione non finirà finché la Repubblica popolare cinese non prenderà il controllo di Taiwan.
Nel 2021, in concomitanza con i colloqui sino-statunitensi, il governo cinese iniziò a definire il periodo dei 120 anni un'umiliazione, in riferimento al Protocollo di pace dei Boxer del 1901 con il quale la dinastia Qing fu costretta a pagare ingenti risarcimenti ai membri dell'Alleanza delle Otto Nazioni.

## Implicazioni
L'uso del secolo dell'umiliazione all'interno della storiografia del Partito Comunista Cinese e del moderno nazionalismo cinese, che sottolinea la "sovranità e integrità territoriale cinese" è stato invocato in occasione di incidenti come il bombardamento dell'ambasciata cinese a Belgrado, l'incidente dell'isola di Hainan e le proteste per l'indipendenza del Tibet lungo la staffetta della torcia olimpica del 2008. Alcuni analisti sottolineano come il suo utilizzo sia funzionale al governo cinese per deviare le critiche straniere alle violazioni dei diritti umani e all'attenzione interna della Cina da questioni di corruzione e rafforzare le sue rivendicazioni territoriali e il generale miglioramento economico e politico.

## Commenti e recensioni
Jane E. Elliott bolla l'affermazione secondo cui la Cina rifiutò di modernizzarsi o non fu in grado di sconfiggere gli eserciti occidentali come semplicistica, evidenziando la massiccia opera di modernizzazione militare messa in Campo dalla Cina alla fine del 1800 dopo le diverse sconfitte subite, acquistando armi dai paesi occidentali e producendone in proprio come nell'arsenale di Hanyang durante la ribellione dei Boxer. Inoltre, Elliott mette in dubbio l'affermazione che la società cinese sia stata traumatizzata dalle vittorie occidentali, dato che molti contadini cinesi (che allora rappresentavano il 90% della popolazione) vivevano al di fuori delle concessioni e continuarono la loro vita quotidiana senza interruzioni e senza alcun senso di umiliazione.
Gli storici ritengono che la vulnerabilità e la debolezza della dinastia Qing nei confronti dell'imperialismo straniero nel XIX secolo si basassero principalmente sulla sua debolezza navale marittima: diversi furono infatti i successi militari ottenuti contro gli occidentali a terra. Lo storico Edward L. Dreyer afferma: “Le umiliazioni della Cina nel XIX secolo erano fortemente legate alla sua debolezza e ai fallimenti in mare. All'inizio della prima guerra dell'oppio, la Cina non disponeva di una marina unificata e non si sentiva vulnerabile agli attacchi navali. Le forze navali britanniche disponevano della possibilità di navigare e ancorarsi ovunque volessero. Durante la guerra delle frecce (1856-1860), i cinesi non ebbero modo di impedire alla marina anglo-francese di navigare nel Golfo di Bohai e di sbarcare il più vicino possibile a Pechino. Nel frattempo, eserciti cinesi nuovi ma non del tutto moderni repressero le ribellioni della metà del secolo, ingannarono la Russia in una soluzione pacifica dei confini contesi in Asia centrale (Trattato di San Pietroburgo) e sconfissero le forze francesi sulla terraferma, come ad esempio nella Battaglia di Bang Bo, nella guerra franco-cinese (1884-1885). Ma la sconfitta in mare, e la conseguente minaccia al traffico di navi a vapore verso Taiwan, costrinsero la Cina a firmare la pace a condizioni sfavorevoli.

## Uso simile
In un discorso del 2019, il ministro degli Esteri indiano Subrahmanyam Jaishankar ha usato il termine in un contesto locale dicendo: “L'India ha vissuto due secoli di umiliazione da parte dell'Occidente".